# アラン・ヴィルジニウス
アラン・ヴィルジニウス（Alan Virginius, 2003年1月3日 - ）は、フランスのプロサッカー選手。BSCヤングボーイズ所属。ポジションはフォワード。

## 経歴

### クラブ
スワズィ＝ス＝モンモロンシィに生まれ、地元のクラブでサッカーを始めた後、オントントSSGを経て、2018年にソショー＝モンベリアルの下部組織に入団。2020年7月6日、ソショーと初のプロ契約を交わした。
2020年9月19日、リーグ・ドゥ第4節のロデーズ戦でプロデビュー。ソフィアン・ダアムとの交代で途中出場し、試合は2-2で引き分けた。12月5日、リーグ第14節のナンシー戦でプロ初ゴールを挙げた。このゴールにより、2020-21シーズンのリーグ最年少得点者となった。またソショーにとっても、リーグ・ドゥにおけるクラブ史上最年少得点記録を塗り替えた。2021年2月5日、アウェイのシャンブリー戦では自身初の2ゴールを挙げ、勝利に貢献。さらに、この試合ではアシストも記録した。
2021-22シーズン終了後、移籍の希望を明らかにし、複数のクラブが関心を寄せる中、リールに好意的な反応を示したと報じられた。8月17日、5年契約でリールと合意し、移籍が正式に決定した。
2022年8月21日、パリ・サンジェルマン戦で59分からガブリエル・グドムンドソンに代わって途中出場し、リーグ・アンデビュー。この試合は1-7で大敗した。
2024年1月9日、同じリーグ・アンのクレルモン・フットに2023-24シーズン終了までの契約でローン移籍。
8月3日、スイスのヤングボーイズにローン移籍。契約には買い取りオプションが含まれている。
2025年7月9日、ヤングボーイズは買い取りオプションを行使し、4年契約で完全移籍となった。買い取り金額は250万ユーロと報じられている。

### 代表
2019年にU-16代表に選出され、ブラジルおよびメキシコとの親善試合でゴールを挙げた。
2021年8月、U-19代表に初選出された。11月10日、U-19欧州選手権予選のアルバニア戦で初ゴールと2アシストを記録し、評価を高めた。3日後の北マケドニア戦でもゴールを挙げると、チームの主力として臨んだ本大会でも4試合で3ゴール3アシストと活躍し、大会ベストイレヴンに選出された。
2023年5月、FIFA U-20ワールドカップに出場。フランスのキャプテンとしてグループステージの全3試合に出場し3ゴールを挙げたが、チームはグループステージで敗退となった。

## 個人成績
| 国内大会個人成績 | 国内大会個人成績 | 国内大会個人成績 | 国内大会個人成績 | 国内大会個人成績 | 国内大会個人成績 | 国内大会個人成績 | 国内大会個人成績 | 国内大会個人成績 | 国内大会個人成績 | 国内大会個人成績 | 国内大会個人成績 |
| 年度             | クラブ           | 背番号           | リーグ           | リーグ戦         | リーグ戦         | リーグ杯         | リーグ杯         | オープン杯       | オープン杯       | 期間通算         | 期間通算         |
| 年度             | クラブ           | 背番号           | リーグ           | 出場             | 得点             | 出場             | 得点             | 出場             | 得点             | 出場             | 得点             |
| フランス         | フランス         | フランス         | フランス         | リーグ戦         | リーグ戦         | F・リーグ杯      | F・リーグ杯      | フランス杯       | フランス杯       | 期間通算         | 期間通算         |
| ---------------- | ---------------- | ---------------- | ---------------- | ---------------- | ---------------- | ---------------- | ---------------- | ---------------- | ---------------- | ---------------- | ---------------- |
| 2020-21          | ソショー         | 26               | リーグ・ドゥ     | 15               | 3                | -                | -                | 1                | 0                | 16               | 3                |
| 2021-22          | ソショー         | 26               | リーグ・ドゥ     | 31               | 5                | -                | -                | 1                | 0                | 32               | 5                |
| 2022-23          | リール           | 26               | リーグ・アン     | 15               | 1                | -                | -                | 3                | 0                | 18               | 1                |
| 2023-24          | リール           | 26               | リーグ・アン     | 2                | 0                | -                | -                | -                | -                | 2                | 0                |
| 2023-24          | クレルモン       | 26               | リーグ・アン     | 14               | 0                | -                | -                | 1                | 0                | 15               | 0                |
| スイス           | スイス           | スイス           | スイス           | リーグ戦         | リーグ戦         | スイス杯         | スイス杯         | オープン杯       | オープン杯       | 期間通算         | 期間通算         |
| 2024-25          | ヤングボーイズ   | 21               | スーパーリーグ   | 32               | 2                | 5                | 4                | -                | -                | 37               | 6                |
| 2025-26          | ヤングボーイズ   | 21               | スーパーリーグ   |                  |                  |                  |                  | -                | -                |                  |                  |
| 通算             | フランス         | フランス         | リーグ・ドゥ     | 46               | 8                | -                | -                | 2                | 0                | 48               | 8                |
| 通算             | フランス         | フランス         | リーグ・アン     | 31               | 1                | -                | -                | 4                | 0                | 35               | 1                |
| 通算             | スイス           | スイス           | スーパーリーグ   | 32               | 2                | 5                | 4                | -                | -                | 37               | 6                |
| 総通算           | 総通算           | 総通算           | 総通算           | 109              | 11               | 5                | 4                | 6                | 0                | 120              | 15               |

## タイトル

### 個人
- UEFA U-19欧州選手権2022 ベストイレヴン[15]